# Malle Mõistlik
Malle Mõistlik (* 11. Juni 1943 in Tallinn; † 12. Januar 2005 ebenda) war eine estnische Badmintonspielerin. 

## Karriere
Malle Mõistlik war eine der Pionierinnen des estnischen Badmintonsports. Bei den ersten Titelkämpfen der damaligen Sowjetrepublik gewann sie die Damendoppelkonkurrenz und erkämpfte sich Bronze im Einzel und im Mixed. Zwei Jahre später gewann sie Silber im Doppel und Bronze im Einzel.

## Sportliche Erfolge
| Saison | Veranstaltung                  | Disziplin   | Platz | Name                                |
| ------ | ------------------------------ | ----------- | ----- | ----------------------------------- |
| 1965   | Estland: Einzelmeisterschaften | Damendoppel | 1     | Hele-Mall Pajumägi / Malle Mõistlik |
| 1965   | Estland: Einzelmeisterschaften | Mixed       | 3     | Jüri Tarto / Malle Mõistlik         |
| 1965   | Estland: Einzelmeisterschaften | Dameneinzel | 3     | Malle Mõistlik                      |
| 1967   | Estland: Einzelmeisterschaften | Damendoppel | 2     | Skaidrite Nurges / Malle Mõistlik   |
| 1967   | Estland: Einzelmeisterschaften | Dameneinzel | 3     | Malle Mõistlik                      |

## Referenzen
- http://www.spordiinfo.ee/esbl/biograafia/Malle_M%F5istlik

| Personendaten    | Personendaten                |
| ---------------- | ---------------------------- |
| NAME             | Mõistlik, Malle              |
| KURZBESCHREIBUNG | estnische Badmintonspielerin |
| GEBURTSDATUM     | 11. Juni 1943                |
| GEBURTSORT       | Tallinn                      |
| STERBEDATUM      | 12. Januar 2005              |
| STERBEORT        | Tallinn                      |